# Kentucky Stallions
I Kentucky Stallions sono stati una franchigia di pallacanestro della AABA, con sede a Louisville, nel Kentucky, attivi nella stagione 1978.
Terminarono il loro unico campionato con un record di 7-5. Scomparvero dopo il fallimento della lega.

## Stagioni
| Stagione | Lega | Denominazione      | V | P | %    | Piazzamento | Play-off |
| -------- | ---- | ------------------ | - | - | ---- | ----------- | -------- |
| 1978     | AABA | Kentucky Stallions | 7 | 5 | 58,3 | 2º          |          |